# سنت کیتس
سنت کیتس (به لاتین: Saint Kitts) یکی از جزیره‌های دوگانه کشور سنت کیتس و نویس است که در دریای کارائیب واقع شده‌است.

## خصوصیات
سنت کیتس ۴۶٬۰۰۰ نفر جمعیت دارد و ۱٬۱۵۶ متر بالاتر از سطح دریا واقع شده‌است.

## نگارخانه

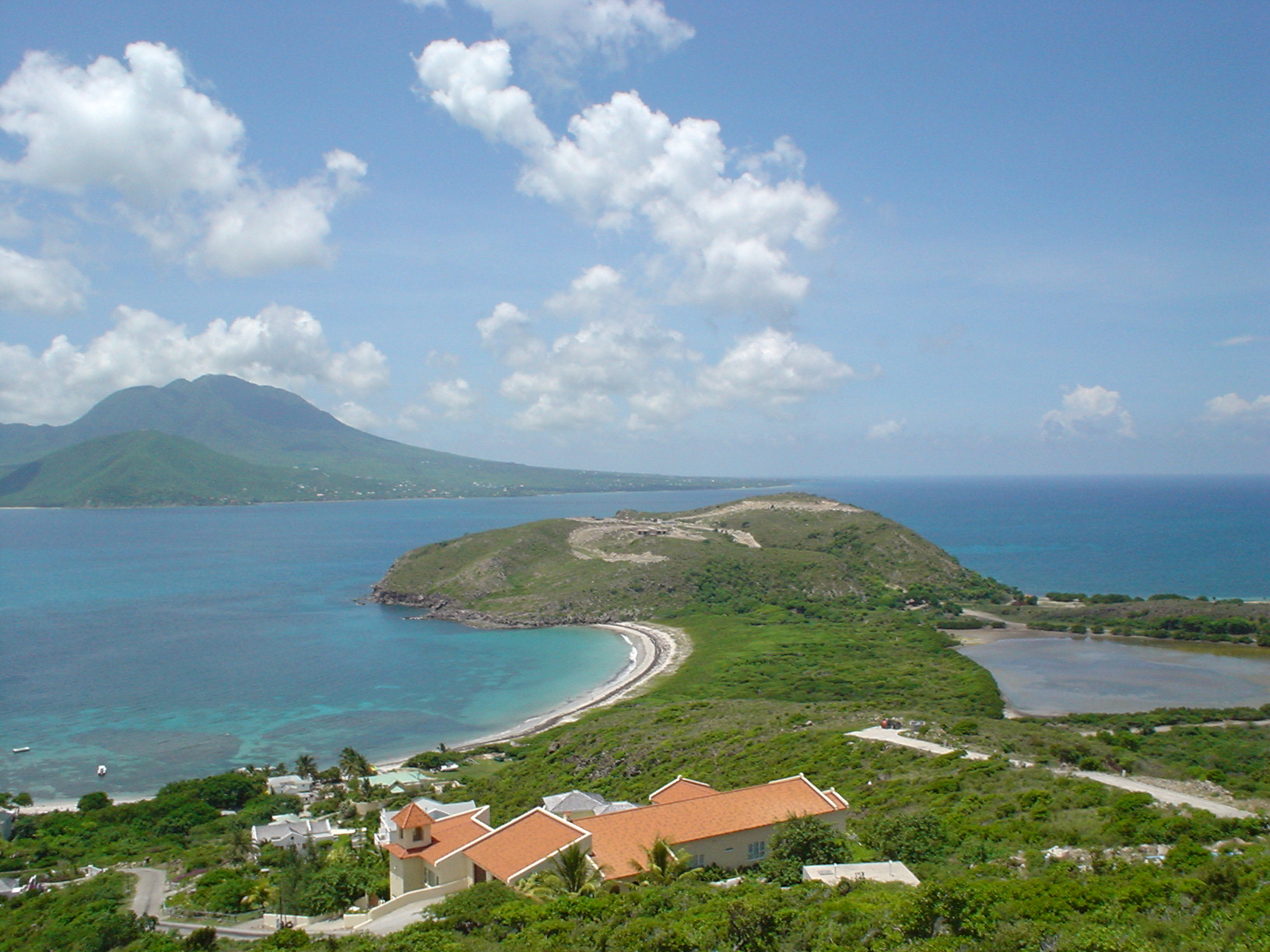
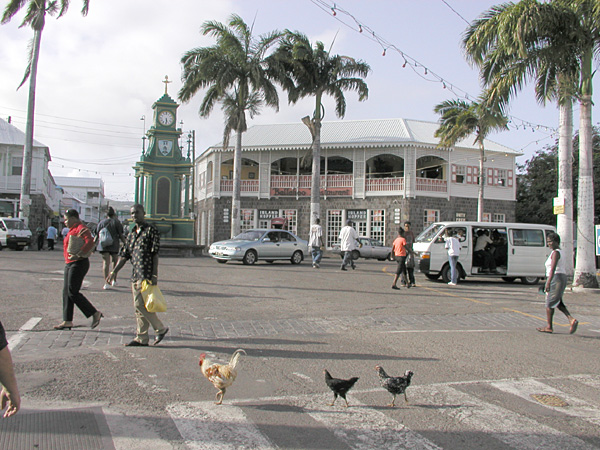
مرکز شهر باستر
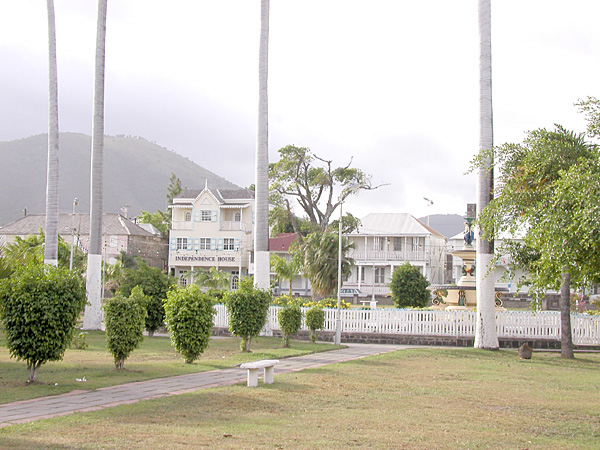
مرکز شهر باستر
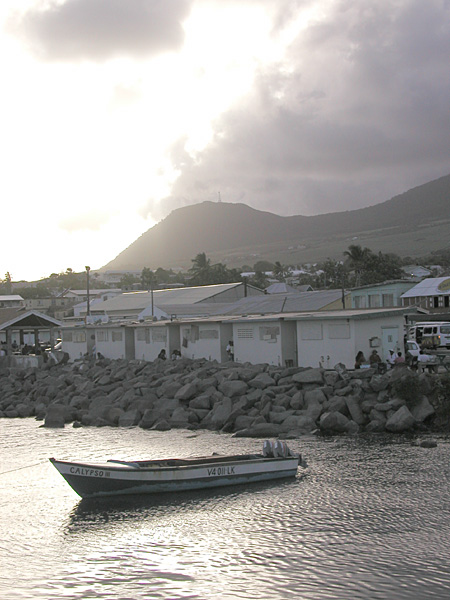
Fishing boat, Basseterre harbour
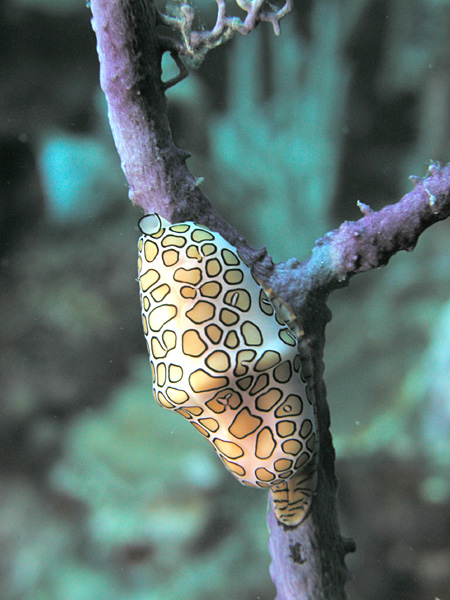
Flamingo Tongue snail  Cyphoma gibbosum  on a Sea Fan
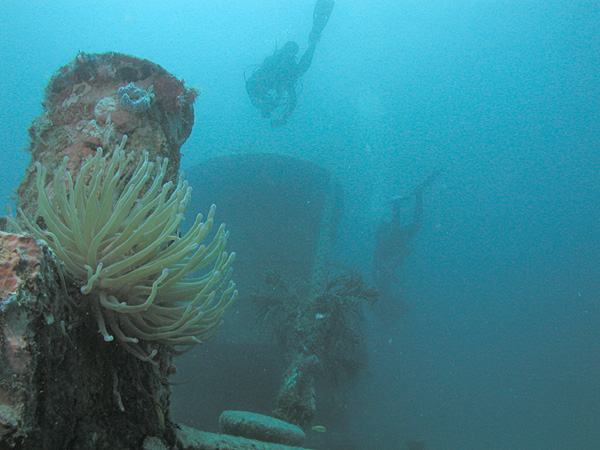
Divers and anemone on the MV River Taw wreck
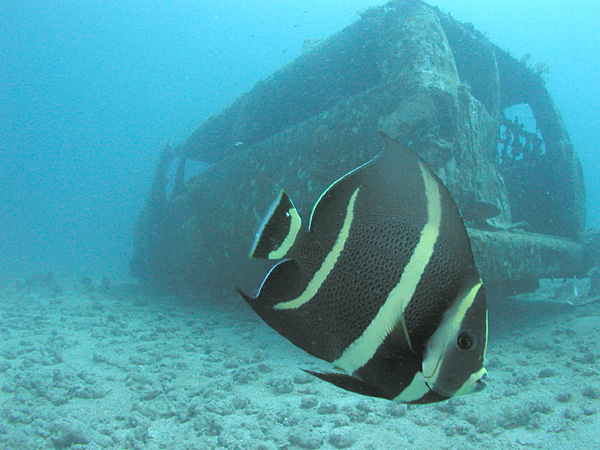
Juvenile Black or Grey Angelfish with a sunken van behind it
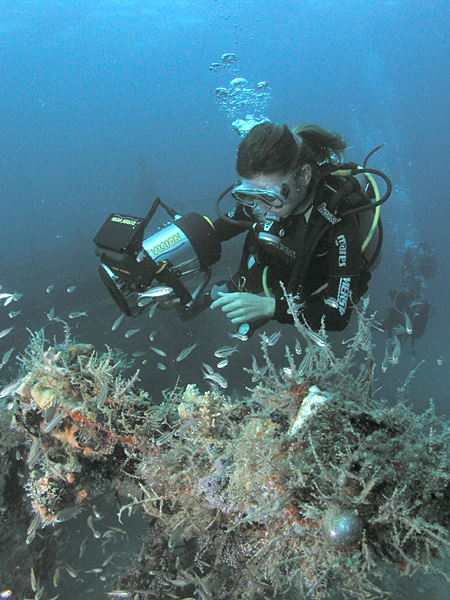
Diver and fish, MV River Taw wreck
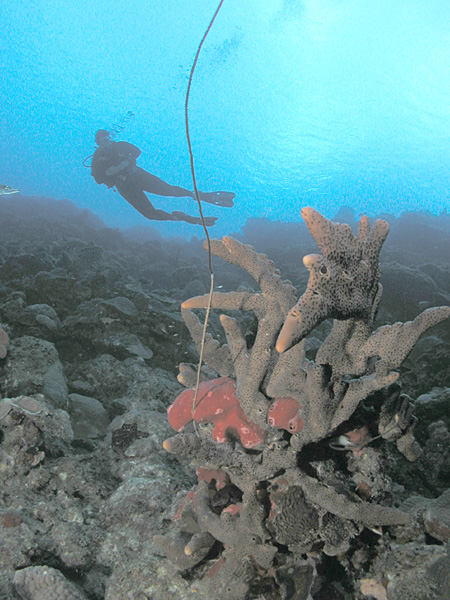
Diver and sponges
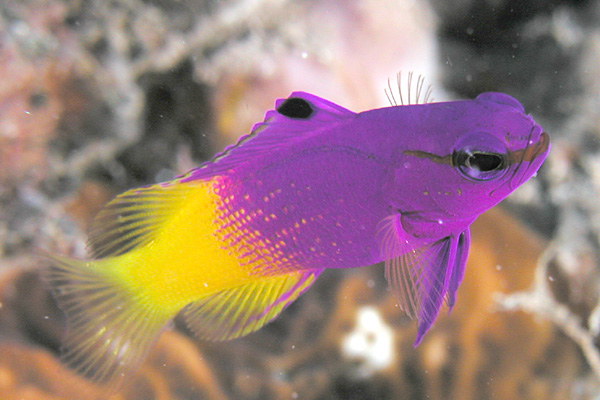
Royal Gramma or Fairy Basslet
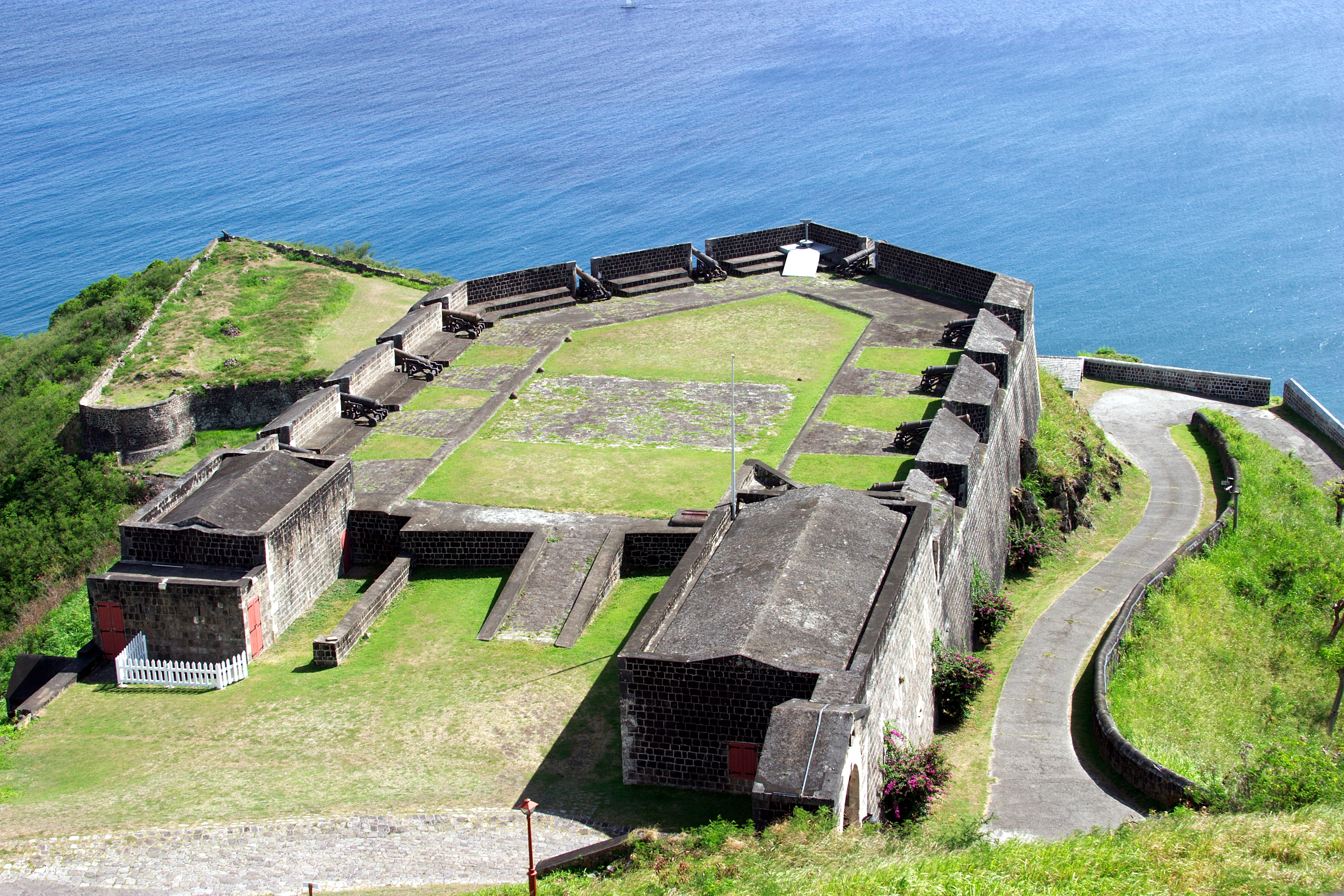
Brimstone Hill Fortress
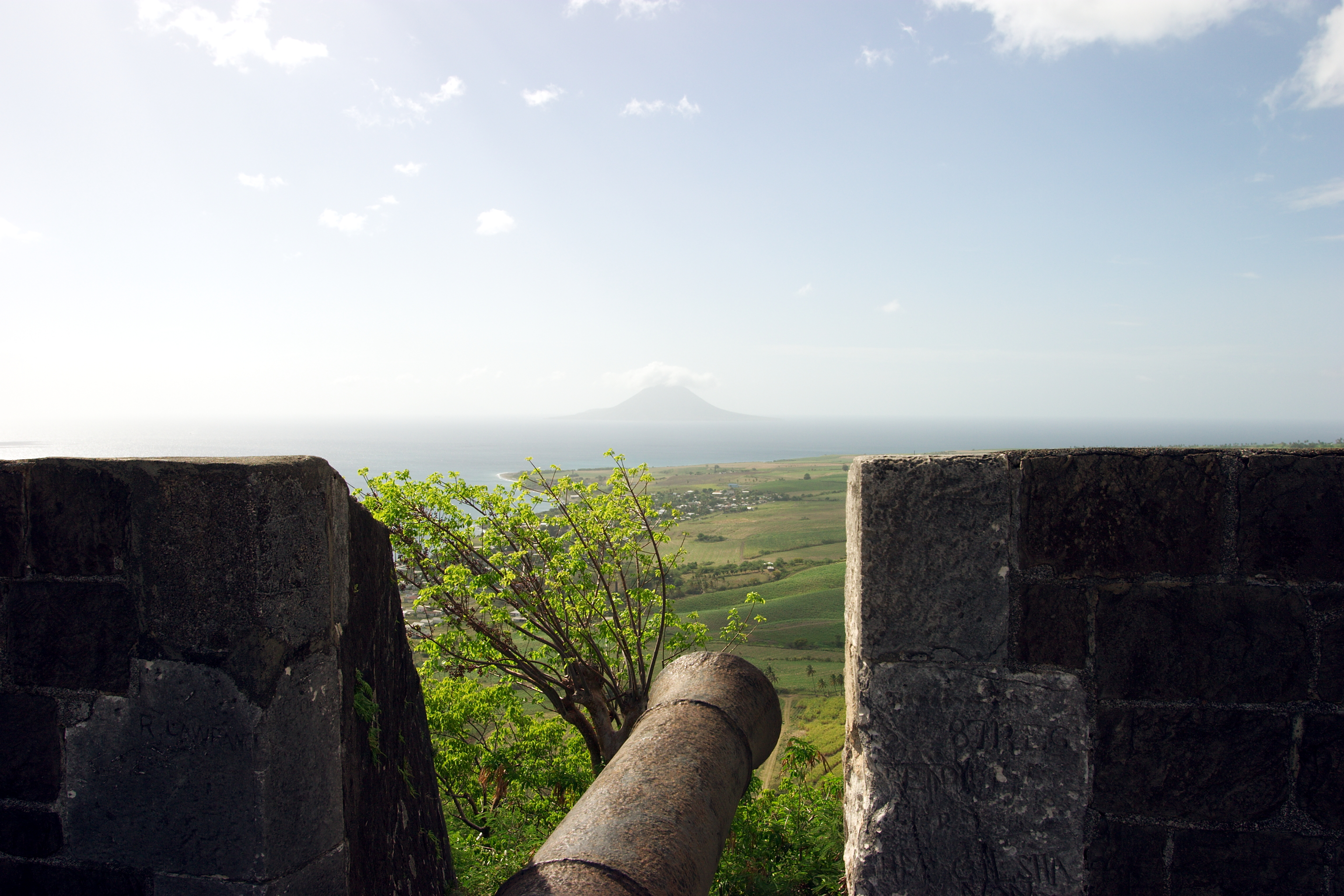
Brimstone Hill Fortress
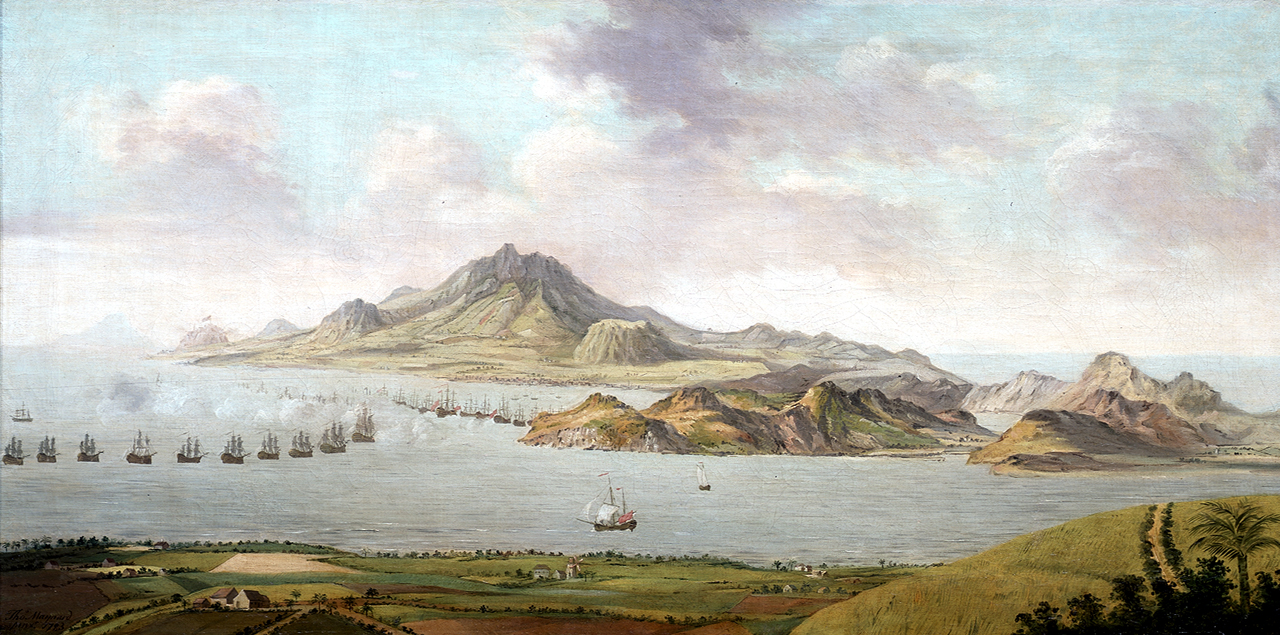
Battle of St. Kitts in January 1782
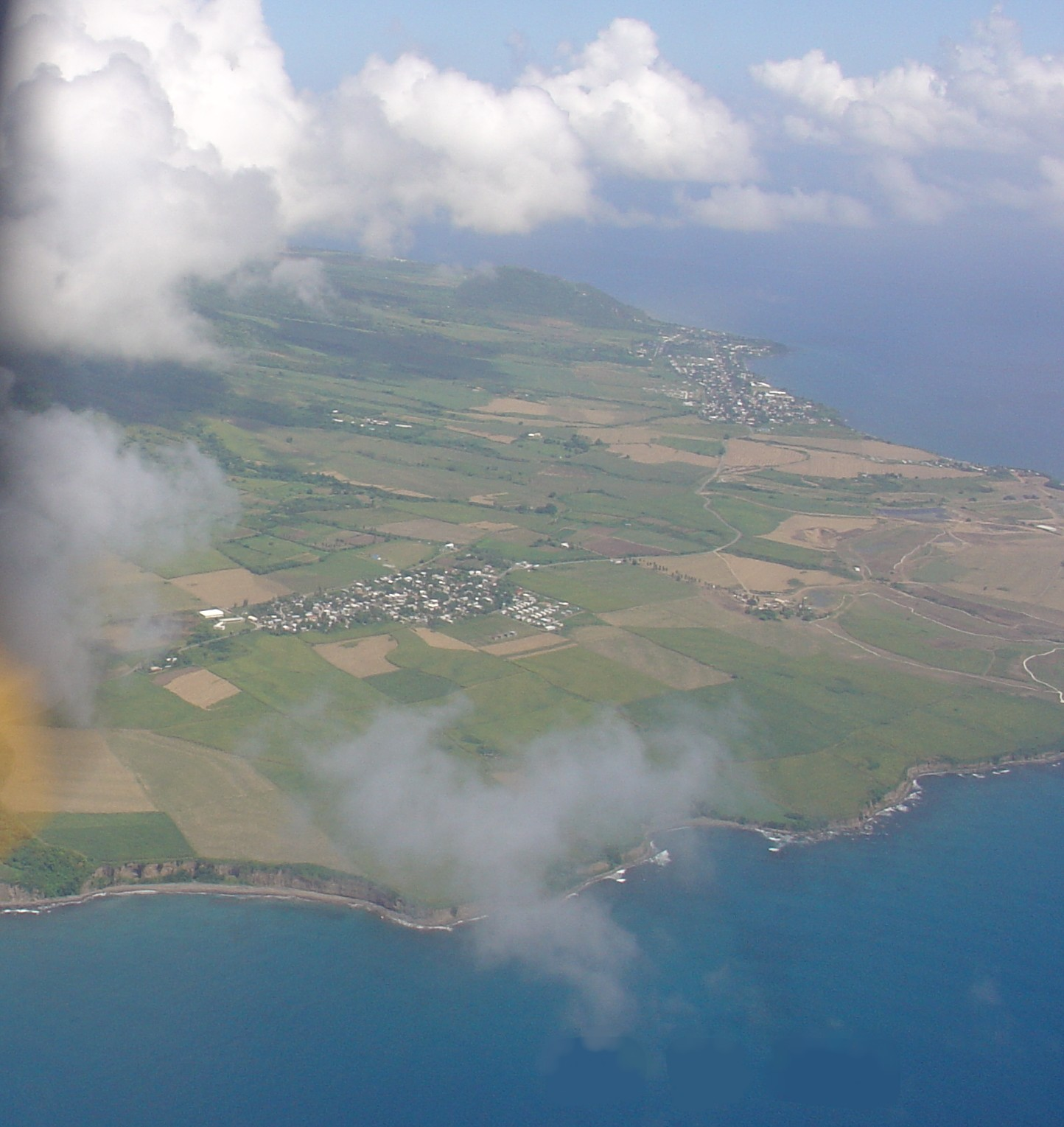
Flying towards the north end of the island, looking down part of the west or Caribbean coast